# شراب شیراز (کتاب)
شراب شیراز نام یک کتاب ادبی است که توسط ایوان تورگنیف، نویسندهٔ اهل روسیه نوشته شده‌است.